# Årstadholmane
Årstadholmane est une île norvégienne dans le landskap Sunnhordland du comté de Vestland. Elle appartient administrativement à Sveio.

## Géographie
Il s'agit de deux blocs rocheux et désertiques, à fleur d'eau, qui s'étendent sur environ 108 m de longueur pour une largeur approximative de 33 m. 